# Gyeongju Citizen FC
Der Gyeongju Citizen Football Club war ein südkoreanischer Fußballklub aus Gyeongju.

## Geschichte
Der Gyeongju Citizen FC wurde 2008 gegründet, um in der kurz zuvor eingeführten drittklassigen K3 League anzutreten. 2010 und nach einer Umstrukturierung inklusive Umbenennung in K3 Challengers League erneut 2011 gewann der Klub jeweils die Meisterschaft in der Amateur-Spielklasse. Sukzessive wurde die Spielklasse in den folgenden Jahren in der koreanische Ligapyramide zurückgestuft, so dass die Mannschaft ab 2017 nur noch fünftklassig antrat. 2020 kam es zu einer erneuten Ligareform, in deren Folge erneut eine semiprofessionelle drittklassige K3 League eingeführt wurde. In der Auftaktsaison 2020 gelang dort dem Klub nur ein Saisonsieg, vor dem Chuncheon FC platzierte sich die Mannschaft somit auf dem vorletzten Tabellenplatz und musste somit in der Abstiegsrunde antreten. Dort erreichte sie den Relegationsplatz. Gegen Jinju Citizen FC reichte ein 2:2-Unentschieden zum sportlichen Klassenerhalt, nachdem die finanzielle Unterstützung durch die Stadt Gyeongju jedoch aufgrund der Auswirkungen der COVID-19-Pandemie gestrichen wurde, meldete sich der Klub Ende des Jahres 2020 vom Spielbetrieb ab.